# Skidmore (Texas)
Skidmore es un lugar designado por el censo (en inglés, census-designated place, CDP) situado en el condado de Bee, Texas, Estados Unidos. Según el censo de 2020, tiene una población de 863 habitantes.

## Geografía
La localidad está ubicada en las coordenadas 28°16′06″N 97°41′07″O / 28.26833, -97.68528 (28.268362, -97.685296). Según la Oficina del Censo, tiene una superficie de 27.32 km² de tierra y 0.001 km² de agua.

## Demografía
Según el censo de 2020, hay 863 personas residiendo en la localidad. La densidad de población es de 32 hab./km². El 66.51% de los habitantes son blancos, el 1.16% son afroamericanos, el 1.85% son amerindios, el 0.12% es asiático, el 11.01% son de otras razas y el 19.35% son de una mezcla de razas. Del total de la población, el 62.22% son hispanos o latinos de cualquier raza.